# Козлёнок (мультфильм)
«Козлёнок» — мультипликационный фильм, снятый на студии «Союзмультфильм» режиссёром Романом Давыдовым, по сценарию Сергея Михалкова, в 1961 году.

## Сюжет
Непослушный козлёнок убежал самовольно в лес. Там его застал сильный ливень, затопивший всю полянку. Он спасался на небольшой кочке. Пытался позвать на помощь борова, проплывавшего в лодке, но тот проигнорировал просьбу о помощи. Козлёнок мог быть съеден волками, если бы не помощь лесных обитателей, пришедших по тревоге, поднятой птицами. Родители находят Козлёнка и устраивают ему хорошую взбучку, а его спасателей приглашают на праздник. На праздник без приглашения заходит Боров, но его прогоняют.

## Над фильмом работали
- Сценарий — Сергея Михалкова
- Режиссёр — Роман Давыдов
- Композитор — Леонид Фейгин
- Художники-постановщики: Ильдар Урманче, Лев Позднеев
- Художники:
  - Игорь Подгорский
  - Александр Давыдов
  - Владимир Зарубин
  - Иосиф Куроян
  - Виолетта Карп
  - Ольга Орлова
  - Игорь Березин
  - Василий Рябчиков
  - Елена Вершинина
  - Галина Невзорова
- Оператор — Михаил Друян
- Звукооператор — Николай Прилуцкий
- Ассистенты: Н. Палаткина, Т. Теплякова
- Редактор — Пётр Фролов
- Производство киностудии "Союзмультфильм", Москва

## Технические данные
- Цветной, звуковой

## Видео
В середине 1990-х мультфильм выпущен на видеокассетах в сборнике лучших советских мультфильмов Studio PRO Video.